# Noël Lancien
Pour les articles homonymes, voir Lancien.
Noël Lancien (né le 24 décembre 1934 à Paris et mort le 23 juillet 1999 à Mauvages dans la Meuse) est un compositeur, chef d'orchestre et pédagogue français, premier grand Prix de Rome en 1958. Il est promu officier des Arts et des Lettres en 1997.

## Biographie
Repéré très tôt pour ses dons musicaux, il entre à la Maîtrise de la Radio lors de sa création en 1945 et s'initie à la composition. Il rejoint en 1949 le Conservatoire national de musique, rue de Madrid à Paris, et il obtient le Premier Prix de Rome en 1958 pour sa cantate Une mort de Don Quichotte. Il étudie l'analyse musicale avec Olivier Messiaen et la composition avec Tony Aubin et Darius Milhaud, et obtient un second prix de direction en 1959.
Il a été directeur du conservatoire de Toulouse de 1964 à 1970 et du conservatoire de Nancy de 1970 à 1997, et chef d'orchestre de l'Orchestre symphonique et lyrique de Nancy durant la même période. Il assure la direction de la moitié des programmes, et fait venir à Nancy des solistes comme Maurice André, Pierre Barbizet, Youri Boukoff, Roger Bourdin, Jacqueline Brumaire, Annie Challan, Xavier Darasse, Christian Ferras, Jean-Jacques Kantorow, Alexandre Lagoya, Frédéric Lodéon, Mady Mesplé, Nathan Milstein, Daniel Wayenberg et Pierre Sancan.

## Œuvres
- Deux sonnets de Shakespeare pour cordes, flute, hautbois, clarinette, basson et mezzo-soprano, 1954
- Le bal des champs de M. Desbordes-Valmor pour chant et piano, 1955
- Trois Ballades de François Villon pour quatre voix mixtes a cappella, 1955
- Chanson de Clément Marot pour Chœur, 1956
- Suite bretonne pour flûte, hautbois, harpe, quatuor à cordes, 1956
- Couples fervents et doux de A. de Noailles pour chant et piano, 1956
- Le mariage forcé, d'après Molière, 1956
- Petite Valse pour piano, 1956
- Toccata pour piano, 1956
- 24 harmonisations de chansons populaires pour chœur, 1956-74
- 22e Ode de Ronsard pour chant et piano, 1957
- La Fée Urgèle, Cantate, 1957
- Vantardises d'un marin breton ivre de Max Jacob pour chant et piano, 1958
- Sonate pour piano et violoncelle, 1958
- Chantefleurs et Chantefables de Robert Desnos, 1958
- Le cimetière des fous de Paul Eluard pour basse et orchestre, 1958
- Une mort de Don Quichotte, cantate, 1958
- Petite valse pour quatuor à cordes, 1959
- Thème et variations pour violoncelle et piano, 1960
- Quatre prières à la Vierge pour soprano et orchestre, 1961
- Concerto pour trompette et quatuor à cordes, 1961
- Vers à mettre en chant de Boileau pour baryton et orchestre, 1968
- Première Position pour piano, 1968
- Vocalises pour trompette et piano, 1968
- Fuguette pour piano, 1984
- Toute Petite Suite pour guitare, 1986
- Ballade des Dames de Nancy d'après François Villon pour quatre voix mixtes, 1993
- Montes Gelboë, in memoriam Robert Planel pour saxophone et piano, 1994